# 율리안알프스산맥
율리안알프스산맥(슬로베니아어: Julijske Alpe, 이탈리아어: Alpi Giulie)은 알프스산맥의 일부를 이루는 남부 석회암 알프스산맥에 속하는 산맥 가운데 하나로 이탈리아 북동부에서 슬로베니아까지에 이르는 지점에 위치한다. 산맥에서 가장 높은 지점은 슬로베니아에 있는 트리글라우산(Triglav, 해발 2,864m)이며 산맥의 대부분은 트리글라우산 국립공원에 속한다. 산맥 이름은 율리우스 카이사르에서 유래된 이름이다.

## 사진

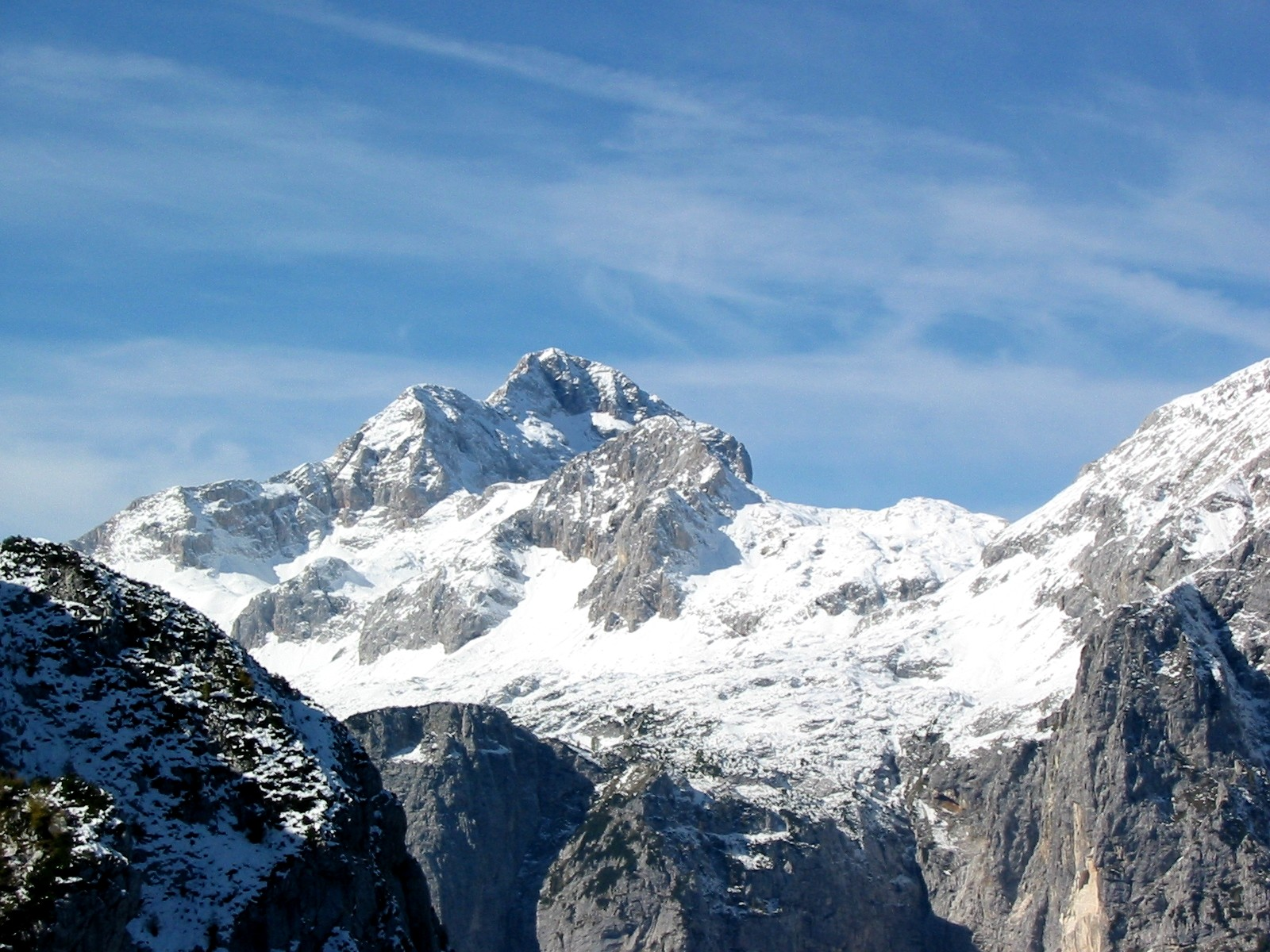
트리글라우산
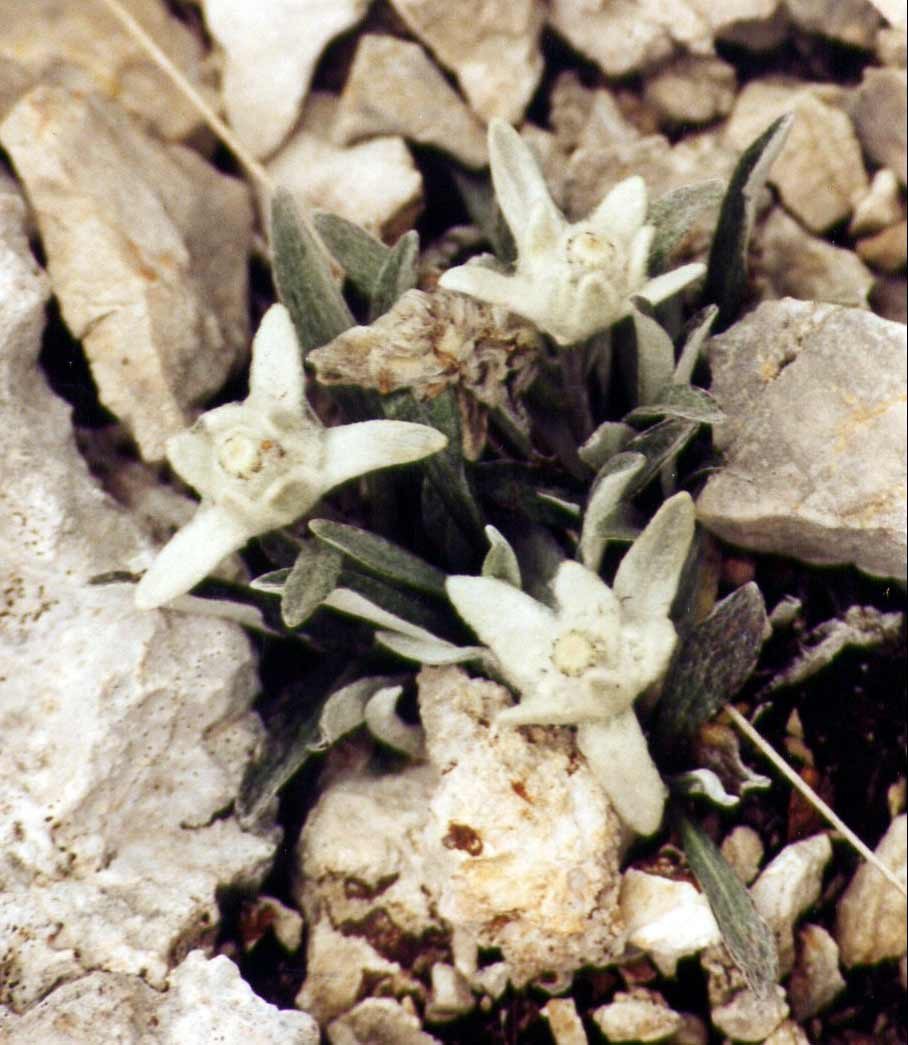
슬로베니아령 율리안알프스산맥에 있는 에델바이스
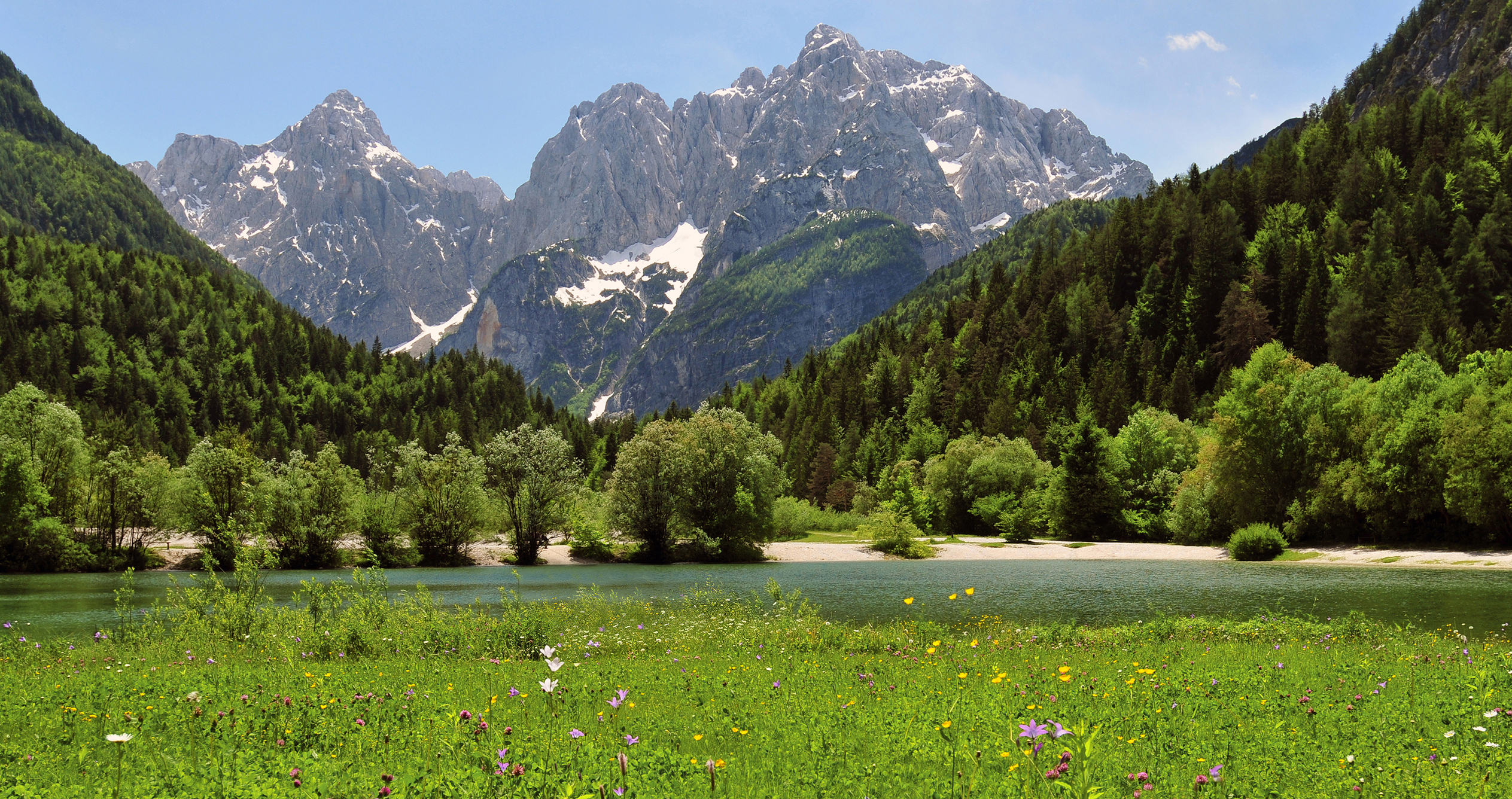
크란스카고라에서 본 율리안알프스산맥
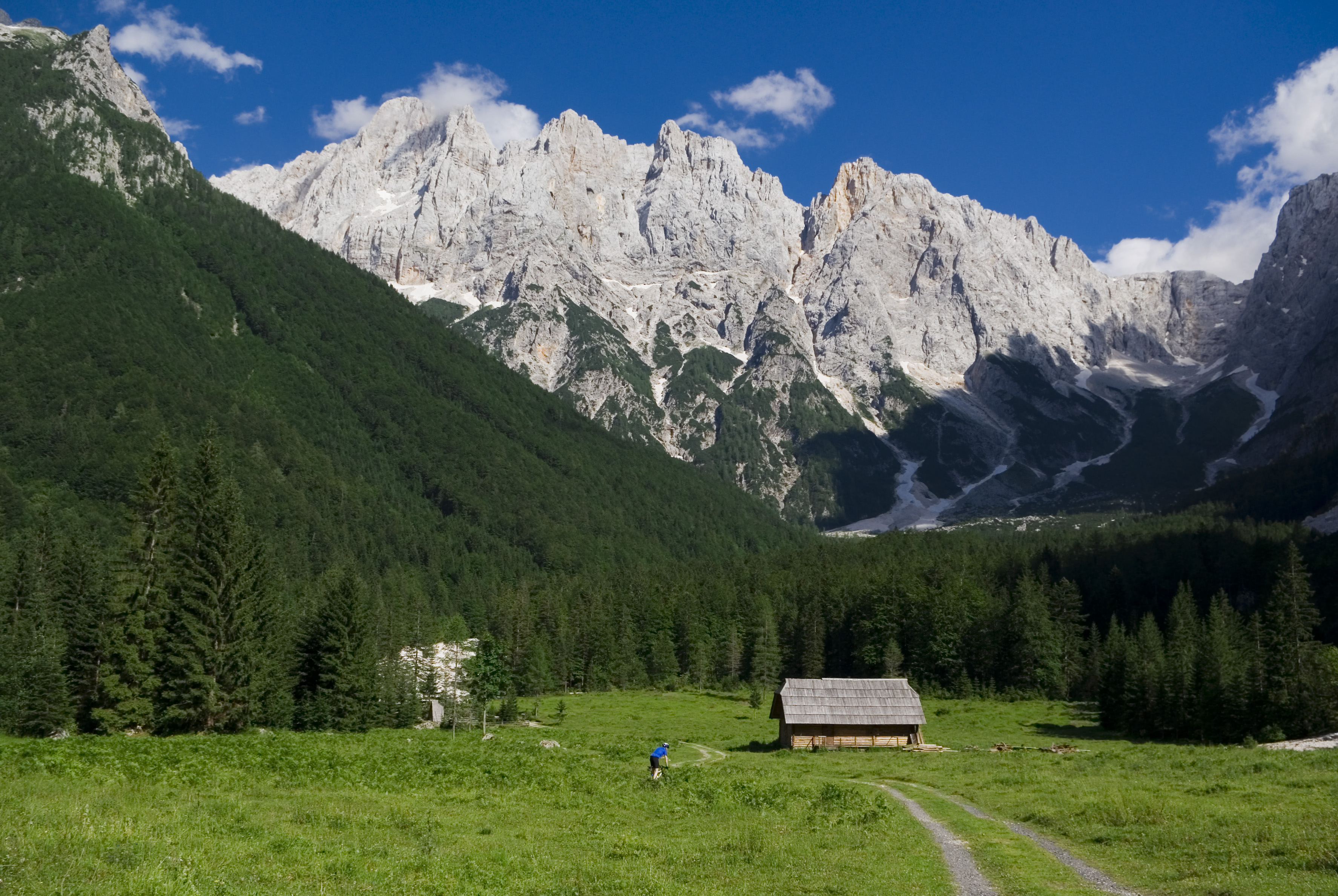
크란스카고라 인근에 있는 계곡